# Махадаонда
Махадаонда (ісп. Majadahonda) — муніципалітет в Іспанії, у складі автономної спільноти Мадрид. Населення — 69 439 осіб (2010).
Муніципалітет розташований на відстані близько 15 км на північний захід від Мадрида.
На території муніципалітету розташовані такі населені пункти: (дані про населення за 2010 рік)
- Махадаонда: 69205 осіб
- Ла-Кумбре: 202 особи
- Ла-Грахера: 13 осіб
- Монте-дель-Пілар: 14 осіб
- Ель-Майорасго: 5 осіб

## Демографія
Динаміка населення (INE ):

## Галерея зображень

Розташування муніципалітету у автономній спільноті Мадрид